# Erve (Lombardei)

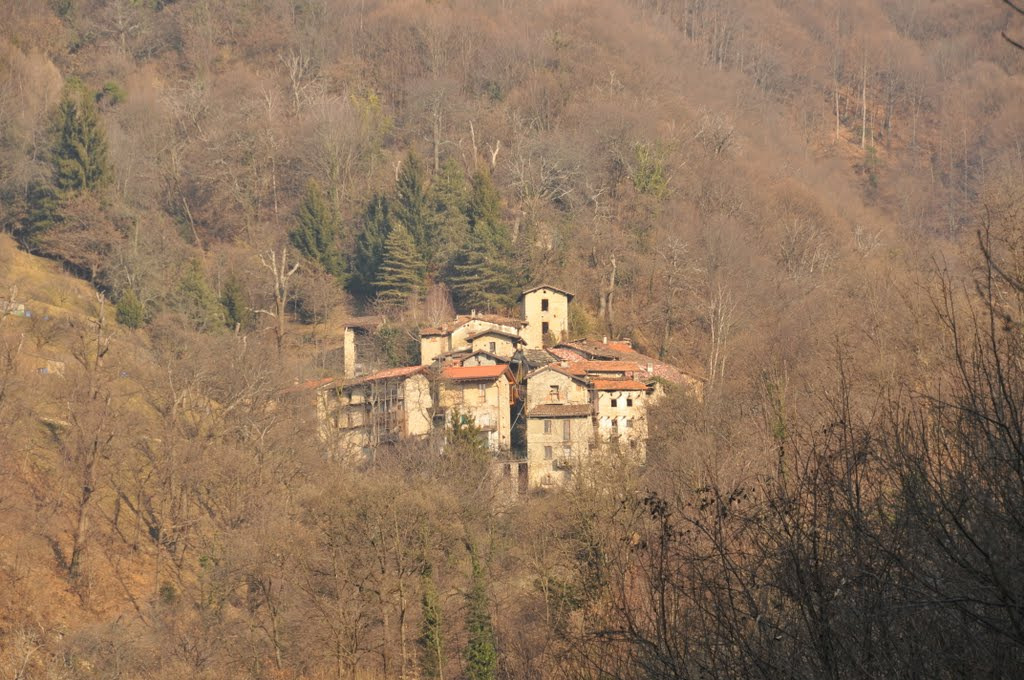
Fraktion Nesolio

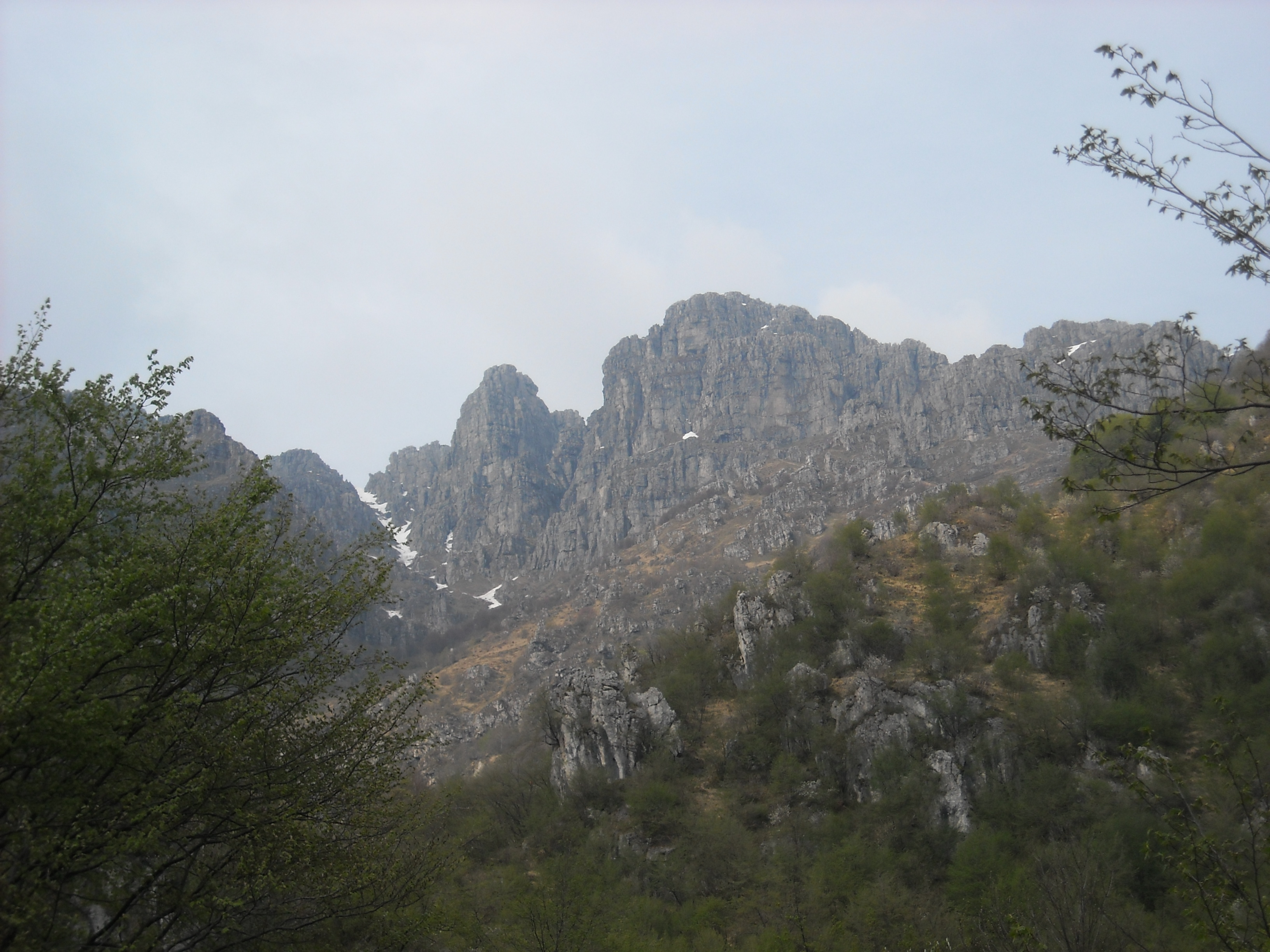
Monte Resegone Aussicht von Erve

Erve ist eine italienische Gemeinde in der Provinz Lecco in der Region Lombardei mit 674 Einwohnern (Stand 31. Dezember 2023).

## Geographie
Erve liegt etwa 5 km südöstlich der Provinzhauptstadt Lecco und 45 km nordöstlich der Millionen-Metropole Mailand. Die umfasst die Fraktionen Butto, Cabaggio, Cereda, Costalottiere, Nesolio, Pero, Pratomolone, Saina und Torre. Im Jahr 1971 hatte die Gemeinde Erve eine Fläche von 620 Hektar.
Die Nachbargemeinden sind Brumano (BG), Calolziocorte, Carenno, Lecco, Sant’Omobono Terme (BG) und Vercurago.

## Geschichte
Die Existenz des Dorfes Erve wird durch Dokumente aus dem 15. Jahrhundert bestätigt: 1419, als die Vertreter der Gemeinden des San-Martino-Tals, die sich bereits seit 1359 zusammengeschlossen hatten, um besser mit der Stadt Bergamo verhandeln zu können, nach Mailand reisten, um dem neuen Herrscher Filippo Maria Visconti die Treue zu schwören, wurden die Ervesi durch einen Einwohner von Rossino vertreten. In den Statuten des Val San Martino aus dem Jahr 1435 wird Erve dann unter den Ländereien, Orten, Villen und Gemeinden des Tals erwähnt. Ab 1428 geriet das kleine Dorf an den Hängen des Resegone in den Einflussbereich der Republik Venedig. Damit begannen die Grenzstreitigkeiten zwischen dem Staat Mailand und dem venezianischen Staat, die sich über Jahrhunderte hinzogen, bis zur Besetzung Norditaliens durch die Franzosen unter Napoleon Bonaparte im 18. Jahrhundert.
Nachdem Erve Teil des Bergdepartements gewesen war, wurde es bei der endgültigen territorialen Einteilung des Königreichs Italien dem Departement Serio, Bezirk Bergamo, Kanton Caprino, zugeordnet. Später, noch als autonome Gemeinde, wurde sie Teil der Provinz Bergamo, und erst 1992 wurde sie zusammen mit allen Gemeinden des San-Martino-Tals mit der neu gegründeten Provinz Lecco vereinigt. In Bezug auf die Wirtschaft des Dorfes, die mit den natürlichen Raritäten, die das Gebiet charakterisierten, zu tun hatte, spricht das „Dizionario odeporico o sia storico -politico - culturale della provincia bergamasca“ (Historisch-politisch-kulturelles Wörterbuch der Provinz Bergamo) zweifelhaft von der Entdeckung einer Goldmine in der Nähe eines Felsens zwischen Rossino und Erve, die wegen der Knappheit der Ader nicht ausgegraben wurde. In Wirklichkeit lebten die Einwohner früher hauptsächlich von der Kastanienernte und der Viehzucht, die im Sommer auf die hochgelegenen Bergweiden getrieben wurden.
In den Statuten des San-Martino-Tals ist Erve als armes Land verzeichnet und daher berechtigt, Ziegen zu züchten, während Vermächtnisse und Schenkungen an die Pfarrei die Existenz einer hauptsächlich landwirtschaftlichen Wirtschaft belegen: aus den Kastanien- oder Heuernten wurde Geld für Glaubenswerke gewonnen, während aus den Walnüssen Öl gewonnen wurde, um die Lampe des Allerheiligsten Sakraments zu entzünden. Im Laufe der Geschichte zwangen die prekären Lebensbedingungen die Bevölkerung von Erve zur Auswanderung: Anfangs waren es vor allem Drechsler und Köhler, die nach Venedig zogen, aber dieser Migrationsstrom hörte im 19. Jahrhundert auf. Im Laufe des 20. Jahrhunderts kam es auf der Suche nach besseren Arbeitsbedingungen zu einer erheblichen Abwanderung der Bevölkerung nach Calolziocorte, Lecco und Mailand, aber auch in die Schweiz und nach Frankreich. In der zweiten Hälfte des 20. Jahrhunderts wurde Erve zum Ziel der Touristen, zu einem Urlaubsort für Mailänder und Brianza-Bewohner, die vor allem von der Ruhe des Ortes und seiner natürlichen Schönheit und Landschaft angezogen wurden.

## Bevölkerung
| Bevölkerungsentwicklung | Bevölkerungsentwicklung | Bevölkerungsentwicklung | Bevölkerungsentwicklung | Bevölkerungsentwicklung | Bevölkerungsentwicklung | Bevölkerungsentwicklung | Bevölkerungsentwicklung | Bevölkerungsentwicklung | Bevölkerungsentwicklung | Bevölkerungsentwicklung | Bevölkerungsentwicklung | Bevölkerungsentwicklung | Bevölkerungsentwicklung | Bevölkerungsentwicklung | Bevölkerungsentwicklung | Bevölkerungsentwicklung |
| ----------------------- | ----------------------- | ----------------------- | ----------------------- | ----------------------- | ----------------------- | ----------------------- | ----------------------- | ----------------------- | ----------------------- | ----------------------- | ----------------------- | ----------------------- | ----------------------- | ----------------------- | ----------------------- | ----------------------- |
| Jahr                    | 1861                    | 1871                    | 1881                    | 1901                    | 1921                    | 1931                    | 1936                    | 1951                    | 1961                    | 1971                    | 1981                    | 1991                    | 2001                    | 2011                    | 2022                    |                         |
| Einwohner               | 548                     | 614                     | 652                     | 750                     | 846                     | 926                     | 801                     | 866                     | 840                     | 771                     | 661                     | 693                     | 735                     | 764                     | 686                     |                         |
| Quelle: ISTAT           |                         |                         |                         |                         |                         |                         |                         |                         |                         |                         |                         |                         |                         |                         |                         |                         |

## Kultur und Sehenswürdigkeiten
- Kirche Santa Maria Assunta. Das Kirchengebäude befindet sich im historischen Zentrum des Ortes in erhöhter Lage und ist über eine Treppe mit der Fahrbahn verbunden. Die Fassade ist dreiteilig und wird durch Pilaster in zwei Ordnungen geteilt, die an den Seiten größer sind und das Gesims und den Giebel mit einem dreieckigen Tympanon tragen. Die inneren Pilaster bilden sowohl ein horizontales als auch ein vertikales Band und verleihen der Fassade ein geometrisches Design. In der unteren Reihe befindet sich der Haupteingang mit fein gearbeiteten Pilastern mit ausgehöhlten Säulen und ionischen Kapitellen, die das Gebälk und den Rundgiebel stützen, an dem sich ein Cymatium mit dem Bischofssymbol befindet. Das einschiffige Innere hat ein Tonnengewölbe und ist durch Pilaster in drei Joche unterteilt, von denen das erste größer ist. Die zweite hat eine Kapelle auf der linken Seite, die Unserer Lieben Frau vom Heiligen Rosenkranz gewidmet ist, und eine entsprechende Kapelle auf der rechten Seite, die dem Heiligen Karl Borromäus geweiht ist. Dem tonnengewölbten Presbyterium ist der Triumphbogen vorgelagert und um vier Stufen erhöht. Fest am 15. August.
- Die Becken des Gallavera-Bachs[2]